# バスブーサ
バスブーサ (アラビア語: بسبوسة , basbūsah ないしは basbūsa)は、アラビア料理で伝統的なケーキである。セモリナか穀粉を主体にした生地を焼成し、アタールと呼ばれるシロップを浸しかけて作る。ココナッツが良く和えられる。アタールには大抵オレンジフラワーウォーターかローズウォーターを加えて香り付けする。飾りには湯むきされたアーモンドがよく用いられる。トルコを中心にオスマン帝国の領土だった国や地域で、食されている料理である。

## 名前

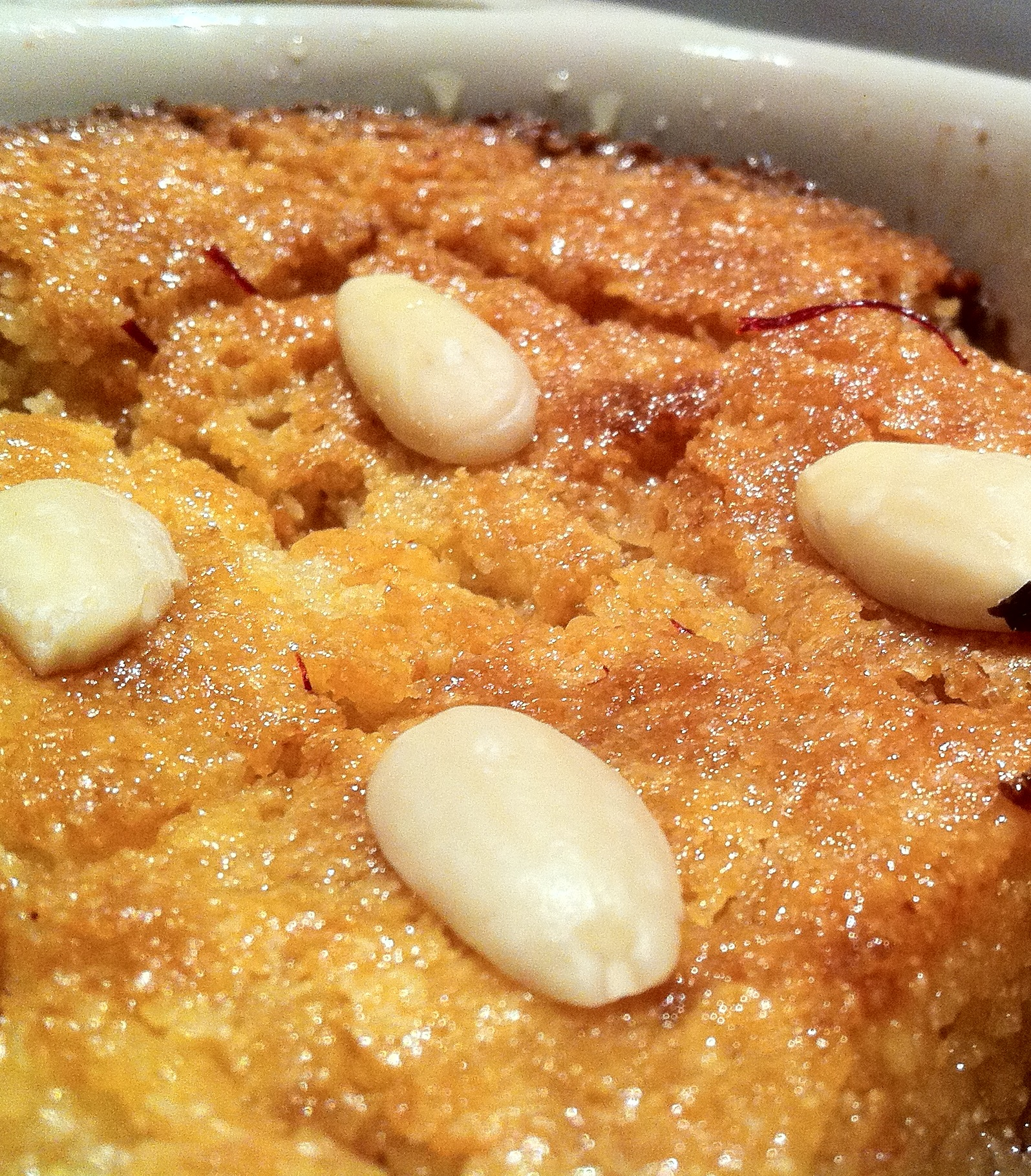
アーモンドを載せたバスブーサ

バスブーサは言語によって色々な呼称がある:アラビア語では بسبوسة basbūsah, هريسة harīsa, nammoura (レバノン), アルメニア語では Շամալի shamali, トルコ語では revani/revani (ペルシア語由来)そして、ギリシア語では ραβανί や ρεβανίと表記されている。
地中海東部諸国の料理では、多くの料理で違った名前で登場する。エジプト料理ではマモーニア（ma'mounia）という名の料理で登場する。ギリシャ南部ではラバニ（ravani）と呼ばれ、北部ではレバニ（revani）と呼ばれている。マグリブ，アレクサンドリア，ヨルダンではしばしばハリーサ（hareesa）と呼ばれている。バスブーサは、コプト正教会の間では、大斎のような断食の修行や降誕祭の斎のようなベジタリアンにおいて特に人気のあるデザートとなっている。